# 企業通貨
企業通貨（きぎょうつうか）とは、企業が独自に発行するポイントプログラムで、発行業者以外の商品やサービスと交換できるものや、電子マネーなどの総称である。

## 沿革
もともと企業による顧客囲い込みのツールだったポイントサービスは、その利便性を広げるためにポイントを交換できるように企業同士提携し始めた。陸マイラーと言う言葉が出来たのもこの頃。
最近は電子マネーにチャージ出来るようになっており利便性はさらに広まった。

## 電子マネーとしての企業通貨
野村総合研究所が提示している「電子マネーとしての企業通貨」の定義によれば、「有償契約に基づいて発行される電磁的記録で、契約に基づく範囲内で金銭債務を弁済する効力を有する情報」であるとしている。同報告によれば、決済手段を想定して発行されている電子マネーのほか、発行企業以外で使用・交換できるポイントの類も企業通貨に含まれるとされる。従って、他のポイントとの交換ができず流動性を持たないものは企業通貨に含めない。

## 日本における企業通貨
クレジットカードや電子マネーでは、使用すると同時にポイントが付与されるカードがあり、インターネットでも、アンケート回答やeメールの閲覧などでポイントを貯められるサービスなどが増えている。またインターネットでは貯めたポイントを別の企業のポイントに交換するサービスが存在し、数十種類のポイントと交換できるようになっている。ポイント導入企業の増加で発行規模が拡大しポイントが貯め易くなり、消費者にとっての魅力が拡大し現在では100社を超える企業がポイントプログラムを提供している。

## 企業通貨の例
例えばTSUTAYAでTポイントを貯め、ANAマイレージクラブに交換しさらにnanacoポイントに変えnanacoとしてセブンイレブンで電子マネーとして使える。

### 電子マネー

#### 前払い
- kitaca - JR北海道
- Suica - JR東日本
- TOICA - JR東海
- ICOCA - JR西日本
- SUGOCA - JR九州
- PASMO - 関東地方私鉄
- manaca - 東海地方私鉄
- nimoca - 西日本鉄道
- はやかけん - 福岡市交通局
- 楽天Edy
- nanaco - セブン-イレブン・イトーヨーカ堂など
- WAON - イオン・マックスバリュなど
- BitCash
- G-MONEY
- NET CASH
- ウェブマネー
- ちょコム
- デジコイン

#### 後払い
- iD - NTTドコモ
- PiTaPa - 近畿地方私鉄
- QUICPay - JCB
- Smartplus - 三菱UFJニコスカード

### ポイント
- ANAマイレージクラブ
- JALマイレージバンク
- Tポイント
- 永久不滅ポイント
- みずほマイレージクラブ
- ローソンポイント→Ponta(2010年3月に移行)
- TOKYUポイント（東急ポイント）
- Ponta
- JRE POINT

### ポイント交換サイト
- Gポイント
- PeX
- ネットマイル
- ポイント探検倶楽部
- ライフマイル